# Kloster Tenshien

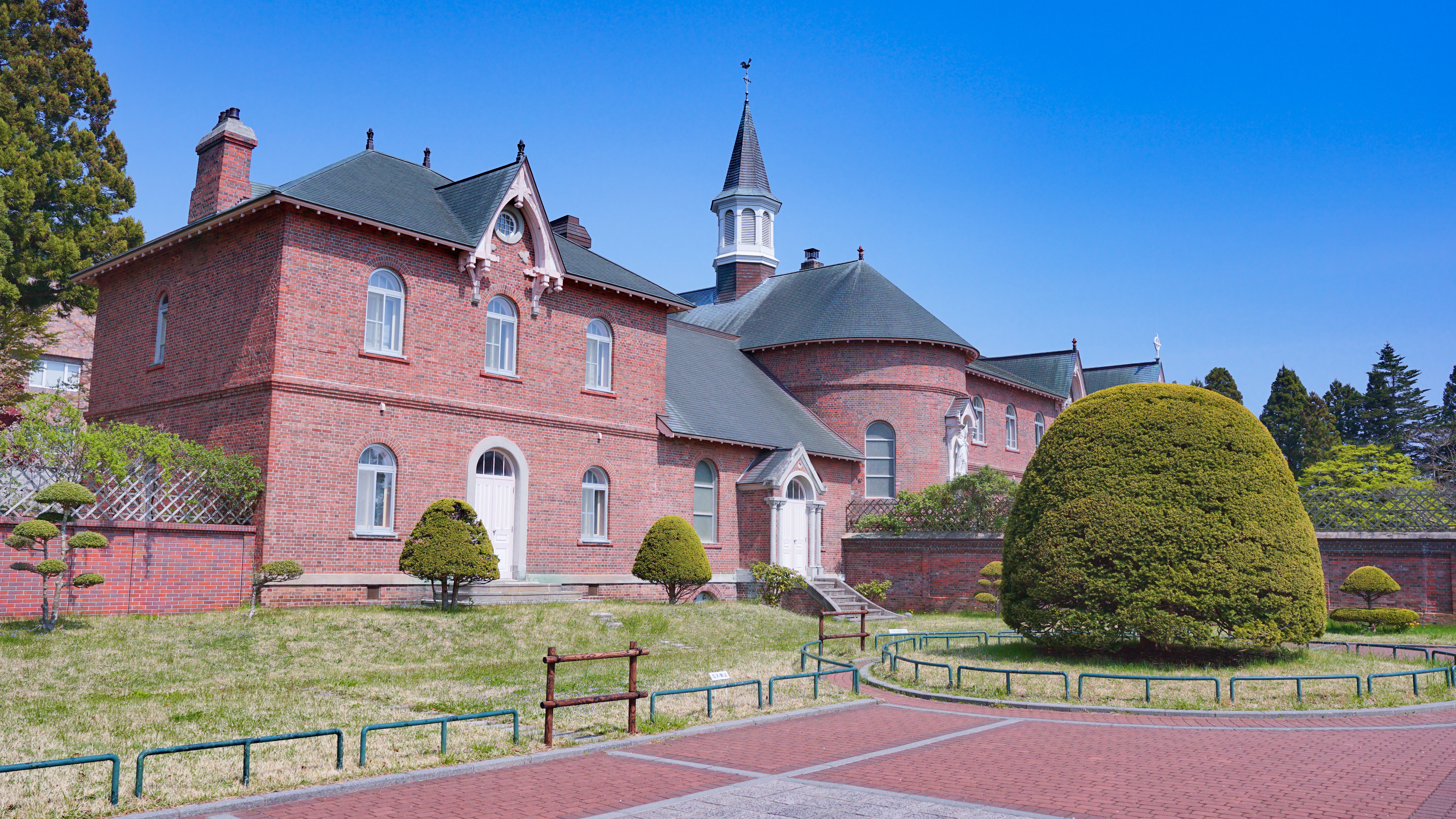
Kloster Tenshien (2024)

Kloster Tenshien (jap. 天使の聖母トラピスチヌ修道院, Tenshi no Seibo Torapisuchinu [= Trappistine] Shūdōin, dt. „Trappistinnenkloster der Heiligen Mutter der Engel“, kurz: 天使園, Tenshien, „Engelsgarten“) ist seit 1898 ein japanisches Kloster der Trappistinnen in Kamiyunokawa, Hakodate, Hokkaidō, Bistum Sapporo.

## Geschichte
Kloster Notre-Dame des Anges/Our Lady of the Angels in Tenshien wurde 1898 von den französischen Trappistinnen des Klosters Ubexy als Priorat gegründet und 1928 zur Abtei erhoben. In den Anfängen erfuhr es die Förderung durch Kloster Bricquebec (bis 1972) und dessen Abt Vital Lehodey. Das Kloster, das 1942 die erste japanische Äbtissin wählte, wurde 1953 von Mitgliedern der kaiserlichen Familie besucht. Von Tenshien gingen drei weitere Gründungen in Japan und Südkorea aus.

## Priorinnen und Äbtissinnen
- Gertrude Dequidt (1898–1900)
- Scholastique Jeanvoine (1900–1929, erste Äbtissin)
- Gertrude Abt (1930, verstorben)
- Madeleine Bonhomme (1930–1942)
- Caecilia Hirata (1942–1951)
- Michael Lozach' (1951–1972)
- Agatha Tsunematsu (1972–1975)
- Spes Ano (1975–2000)
- Cecilia Aoki (2000–)

## Gründungen
- 1935: Kloster Notre-Dame de Lourdes (Seiboen) in Yawata, Präfektur Ōita, Kyūshū, 1948 verlegt nach Jūrenji, bei Kurume, Präfektur Fukuoka, 1966 nach Nishinomiya.
- 1953: Kloster Imari durch Überlassung des Trappistenklosters Sainte Famille/Holy Family in Shindenbaru, bei Chikujō, Präfektur Fukuoka, 1966 verlegt nach Imari.
- 1987: Trappistinnenkloster Sujong (Südkorea).